# Era Espacial (escultura)

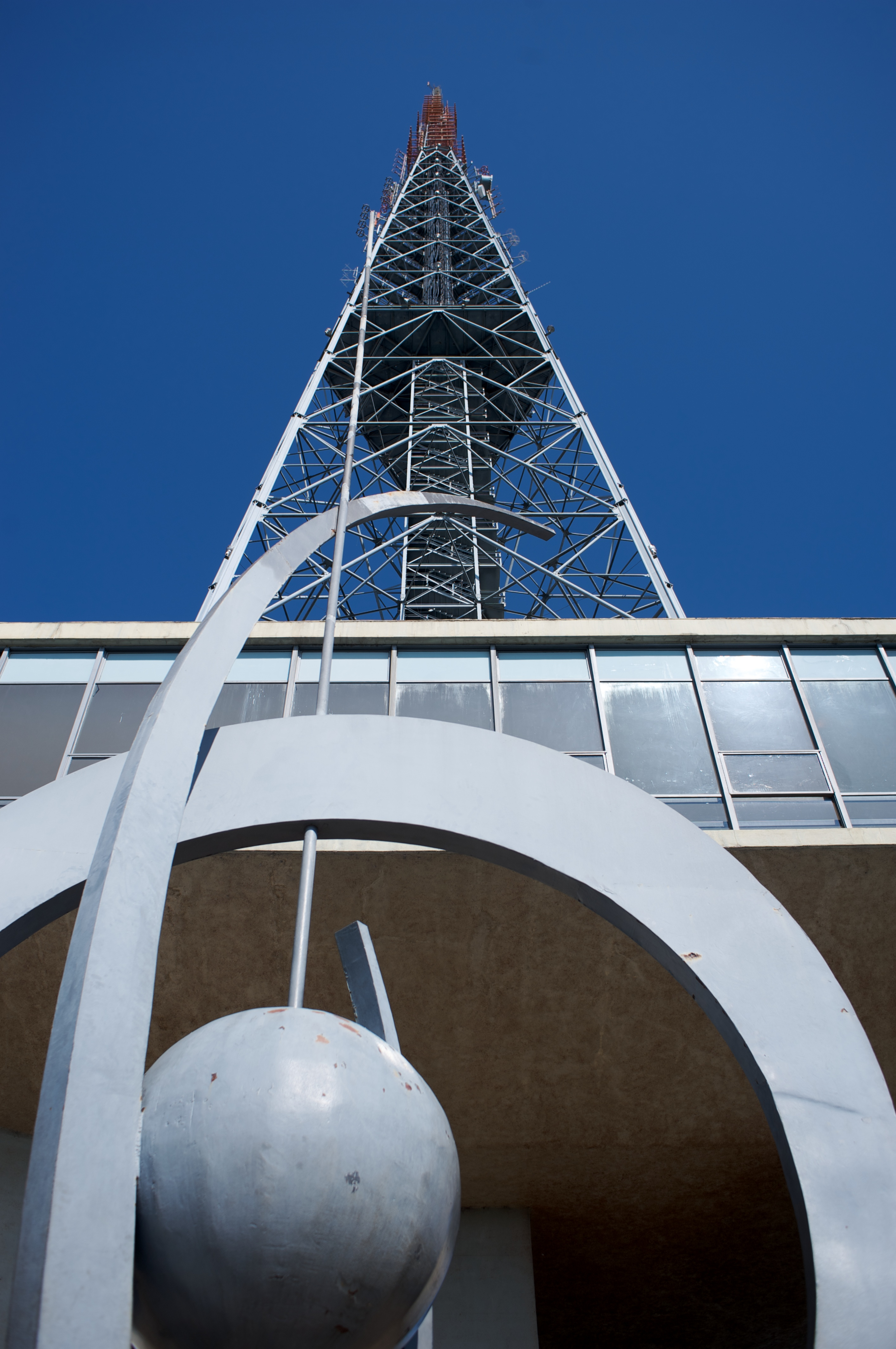
A escultura Era Espacial com a Torre de TV ao fundo.

A Era Espacial é uma escultura de autoria do artista Alexandre Wakenwith, localizada em Brasília. Em uma composição geométrica e abstrata, ela representa um átomo em movimento. Devido ao formato, foi apelidada de "Berimbau" pela população. É feita de chapas de ferro, e possui doze metros de altura.
Se localiza ao lado da Torre de TV e da Fonte Luminosa, na Esplanada da Torre de TV do Eixo Monumental da cidade. Esse conjunto de monumentos possui caráter turístico e simbólico.

## Contexto: esculturas em Brasília
A maioria das esculturas de Brasília é fruto da escola Modernista; muitas delas são abstracionistas, em suas vertentes geométricas ou informais. O Modernismo brasileiro nasceu na Semana de Arte Moderna de 1922, em São Paulo, com uma proposta libertária e ousada. Ele abriu um amplo leque de novas possibilidades em termos de forma, técnica, temática e expressividade. Sua vertente mais radical recebeu influência do surrealismo, do cubismo e do expressionismo europeus.
A construção da capital, com seu ambicioso projeto arquitetônico e urbanístico, abriu mercado para a criação de esculturas de grandes dimensões e localizadas em grandes praças com espaços abertos. Dessa maneira, a escultura Era Espacial conversa com diversas outras espalhadas na cidade e especialmente ao longo do Eixo Monumental, de autorias de  Alfredo Ceschiatti, Bruno Giorgi, Athos Bulcão, Franz Weissmann, Victor Brecheret, Marianne Peretti, Mário Cravo Jr., entre outros.

## Localização, características físicas e significado da obra
A Era Espacial é uma escultura feita em 1962, localizada em Brasília. Foi fabricada de chapas de ferro e representa um átomo em movimento. Com doze metros de altura, essa escultura foi criada pelo artista plástico Alexandre Wakenwith no período de transferência da capital federal brasileira do Rio de Janeiro para a região do Planalto Central, a fim de complementar o urbanismo e o paisagismo de Brasília projetado pelo arquiteto Lúcio Costa. Fica localizada no Eixo Monumental, em frente à Torre de TV, torre de transmissão de sons e imagens das emissoras de rádio e televisão da capital nacional que é ponto turístico de Brasília por permitir uma vista panorâmica da cidade. O significado da escultura vincula-se ao da Torre - a comunicação, a emissão e circulação de ideias e informação. O átomo em movimento, diante de todo o espaço livre ao seu redor, representa a tecnologia de sua função.
Popularmente conhecida como "Berimbau" devido à sua aparência com esse instrumento musical e às vezes também chamada de "Sistema Solar", a escultura "Era Espacial" serve, costumeiramente, de brinquedo para as crianças que visitam o local, dando-lhe o caráter de obra interativa. Nas proximidades também se encontram barracas de exposição de artesanato brasileiro, camisetas estilizadas, joias e arranjos florais do cerrado.
Uma curiosidade do monumento é que no dia 21 de junho de cada ano, data em que ocorre o fenômeno solstício de inverno no hemisfério sul, os raios do Sol ao nascer incidem exatamente no ponto central da escultura.